# Хаус
Хаус (англ. house) — напрямок танцювальної електронної музики, що зародився на початку 1980-х років у Чикаго. Назву одержав від чиказького клубу Warehouse, де діджей Френкі Наклз поєднав класичне диско з європейським синт-попом, додавши до них власні ритми за допомогою драм-машини Roland 909.

## Історія

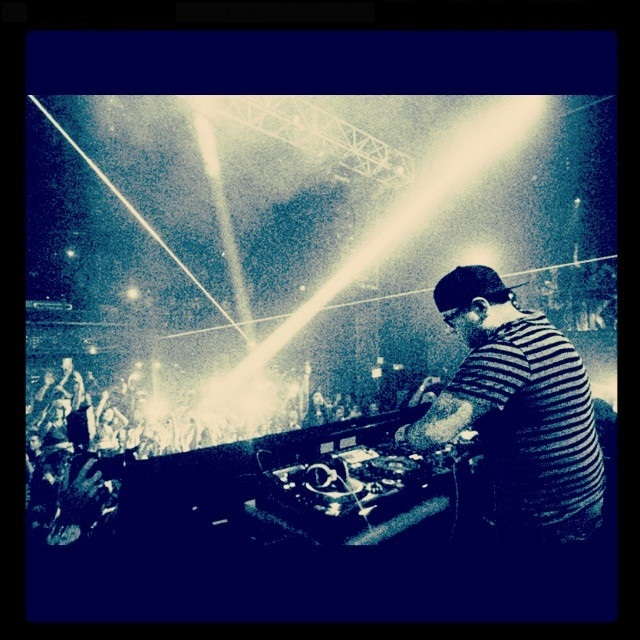
DJ Blaq Dot за роботою у 2015 році

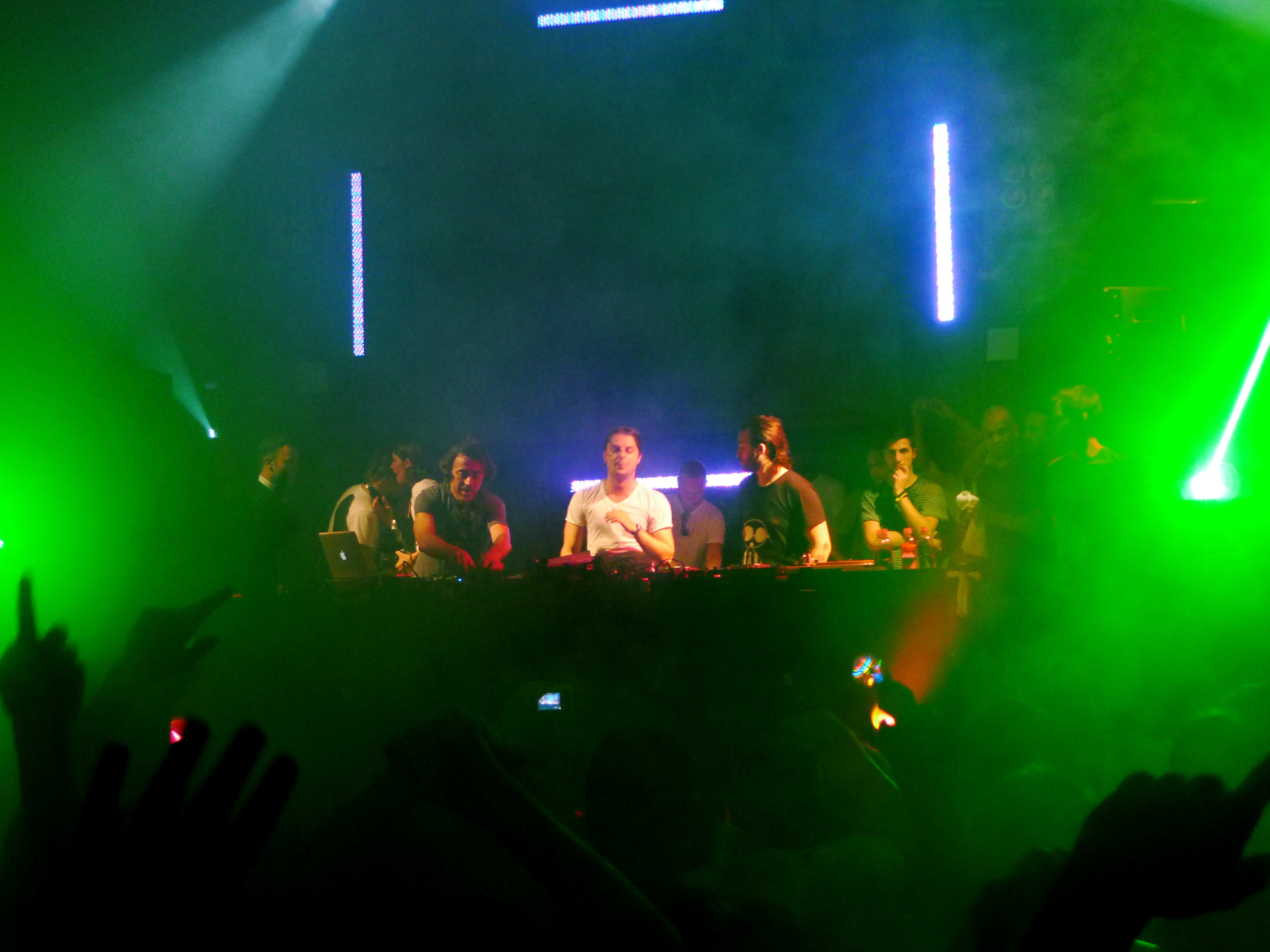
Swedish House Mafia на виступі з Benny Benassi

Багато експертів клубної музики вважають, що найперший хаус-трек написав Джес Сандрес, і називалася ця композиція «On and on tracks». Його було записано в 1984 році в Чикаго, на дешевих драм-машинах виробництва фірми Roland. У тому ж місті опинився Френкі Наклх, ді-джей, що недавно переїхав з Нью-Йорка. У рідному місті він працював у клубі Continental Baths разом з Ларрі Леваном. У Чикаго Френкі відкрив клуб Warehouse. Там він виконував досить еклектичні сети, і багато відвідувачів цього місця називали цю музику warehouse music, що незабаром стала просто house music. Це була суміш соула, нью-йоркського диско та європейської електроніки.
Бурхливому розвитку напрямку сприяла поява нових секвенсерів та синтезаторів, таких як Roland TR-909, TR-808 та TR-707, TR-727. До перших музикантів стилю хаус належать також Фарлей Джекмастер Фанк та Рон Гарді (клуб «Music Box»). 
В той же час у Нью-Йорку в клубі Paradise Garage в цьому ж напрямі працював ді-джей Ларрі Леван (Larry Levan). Проте нью-йоркський хаус дещо відрізнявся від чиказького.
1986 року хаус потрапляє до Великої Британії. Невдовзі народжується нова течія — ейсід-хаус, яку розвивали Маршалл Джефферсон, Phuture, Spanky, Herbie, DJ Pierre та інші, широко застосовуючи синтезатор Roland TB-303. Основні лейбли, що популяризували хаус — Trax та DJ International.
Своєрідним гімном музики хаус стає композиція Джефферсона «Move your body». А першим офіційним хітом — «Love Can't Turn Around», записаний Фарлей Джекмастер Фанком як ремікс пісні Ісаака Гаєса, що у вересні 1986 посів 10 позицію. Іншим відгалуженням хаусу став герідж-хаус, засновником якої вважається Арманд ван Гелден. Назва стилю походить від клубу «Paradise Garage», де хаус був значно наближений до більш пізнього геріджу. Першим альбомом стилю герідж вважається альбом Тодда Террі «Touch Me Baby». Згодом хаус утворив велику кількість течій, серед яких можна згадати hard house, tech house, speed garage та інші.

## Музичні особливості
Хаус-музика — швидка танцювальна музика (uptempo), що має порівняно вузький діапазон темпів, як правило між 118 та 135 bpm, з 1996 найчастіше — 127 bpm.
Найважливішим елементом хаусу є дуже сильний синтезований бас-барабан, що припадає на кожну долю такту у розмірі 4/4. Характерні також різноманітні зв'я́зки (kick fills) та збивки (dropouts aka breakdowns). До партії бас-барабану додаються хай-хети, що грають на слабку вісімку (eighth-note offbeats) (можливі також і ритмічні фігури шіснадцятками) та барабан і/або clap на кожні парні долі, утворюючи разом основу хаусу. Цей ритмічний малюнок походить від малюнку «four-on-the-floor», характерного для танцювальної музики 1960-х і особливо диско-музики 1970-х.
Техно і транс, два основних музичних напрямки, які розвивалися пліч-о-пліч з хаусом в середині 1980-х та початку 1990-х відповідно, мають аналогічну хаусу ритмоструктуру, однак, на відміну від останнього, уникають будь-якої спорідненості з «живою» музикою (live-music-influenced) та впливів негритянської або латинської музики, зосереджуючись на штучних, синтетичних звучаннях.

## Піднапрямки хаусу та деякі альбоми
| Голландський хаус (Dutch House)                   | Ambient Lounge                                         |
| Ню вейв Хаус (New Wave House)                     | Vangelis — Alpha                                       |
| Італійська танцювальна музика (Italo-Dance)       | Proxyon — Beyond the Future                            |
| Діп-хаус (Deep House)                             | Lisa Shaw — Let It Ride (Jimpsters House Mix)          |
| Фанкі хаус (Funky House)                          | Funkstar Deluxe ft Bob Marley — The Sun is Shining     |
| Ейсід-хаус (Acid House)                           | Phuture — Acid Trax                                    |
| Трайбал хаус (Tribal House)                       | Deep South — Tribal America (Oscar G Club Space Mix)   |
| Вокал хаус (Vocal House)                          | Love Inc. — Here Comes the Sunshine                    |
| Євроденс (Eurodance)                              | Ce Ce Peniston — Finally                               |
| Гепі хаус (Happy House)                           | Aqua — Dr. Jones                                       |
| Ентем хаус (Anthem House)                         | The KLF — What Time is Love                            |
| Електроклеш (Electroclash)                        | Felix da Housecat — Silver Screen                      |
| Балеарський хаус (Balearic House)                 | Morels Grooves — Let's Groove                          |
| Класичний хаус (Classic House)                    | Robert Owens — Bring down the Walls                    |
| Диско-хауз (Disco House)                          | Sz — Somebody                                          |
| Латино хаус (Latino House)                        | DJ Pippi — Fatal Fatal                                 |
| Тек-хаус (Tech House)                             | Casey Hogan — Uncut                                    |
| Американський гард хаус (US Hard House)           | Noise Makers — Don't Stop                              |
| Джей-поп (J-Pop)                                  | Ayumi Hamasaki — Trust                                 |
| Дарк хаус (Dark House)                            | Voodooampt — Nachtschict                               |
| Прогресивний хауз (Progressive House)             | Watergate — Lonely Winter                              |
| Британський гард хаус (UK Hard House)             | DJ Jean — The Launch                                   |
| Гіп-гоп-хаус (Hip-hop House)                      | House of Pain — Jump Around                            |
| Даб-хаус (Dub House)                              | Mad Professor — Santero Dub                            |
| Французький хауз (French House)                   | Stardust — Music Sounds Better with You                |
| Ембієнт-хаус (Ambient House)                      | The Orb — Little Fluffy Clouds                         |
| Епік транс-хаус (Epic Housetrance)                | DJ Sammy — Heaven                                      |
| Гараж-хаус (Garage House)                         | Blaze — If You Should Need A Friend                    |
| Тустеп-герідж, британський герідж (2-Step Garage) | MJ Cole — Crazy Love                                   |
| Спід герідж (Speed Garage)                        | Baby Bumps — How Are You Feeling                       |
| Клубний гараж (Party/Club/Stadium Garage)         | Klubbheads — Kickin' Hard                              |
| Лефт-філд-хаус (Left-Field House)                 | Kelley Polar — The Rooms in My House Have Many Parties |
| Ґетто-хаус (Ghetto House)                         | DJ Funk — Face Down                                    |